# Iberische Union
Die Iberische Union war die Personalunion des Königreichs Portugal und der spanischen Krone, die zwischen 1580 und 1640 bestand und die gesamte Iberische Halbinsel sowie die portugiesischen Überseebesitztümer unter die Herrschaft der spanischen Habsburgerkönige Philipp II., Philipp III. und Philipp IV. brachte. Die Vereinigung begann nach der portugiesischen Erbfolgekrise und dem anschließenden portugiesischen Erbfolgekrieg, und dauerte bis zum portugiesischen Restaurationskrieg, in dem das Haus Braganza als neue Herrscherdynastie Portugals etabliert wurde.
Der habsburgische König war das einzige Element, das die verschiedenen Königreiche und Territorien miteinander verband, da sie von sechs getrennten Regierungsräten von Kastilien, Aragón, Portugal, Italien, Flandern und Indien regiert wurden. Die Regierungen, Institutionen und Rechtstraditionen der einzelnen Königreiche blieben unabhängig voneinander. Die Ausländergesetze (Leyes de extranjeria) bestimmten, dass ein Staatsangehöriger eines Königreichs in allen anderen Königreichen ein Ausländer war.

## Hintergrund
Die Vereinigung der iberischen Halbinsel war seit langem ein Ziel der Monarchen der Region mit der Absicht, das Westgotenreich wiederherzustellen. Sancho III. von Navarra und Alfons VI. von León und Kastilien hatten beide den Titel Imperator totius Hispaniae angenommen, was Kaiser von ganz Hispanien bedeutet. Nach dem Tod Alfons VI. im Jahr 1109 gab es viele Versuche, die verschiedenen Königreiche zu vereinen, insbesondere durch eine Politik der Mischehen. Einige der berühmtesten Versuche sind die von Miguel da Paz, der die Kronen von Portugal, León, Kastilien und Aragón erben sollte, aber in jungen Jahren starb; und die von Alfons, Infant von Portugal, der die älteste Tochter der Katholischen Könige heiraten sollte, allerdings davor durch einen Unfall, bei dem er vom Pferd fiel, starb.

## Geschichte

### Gründung

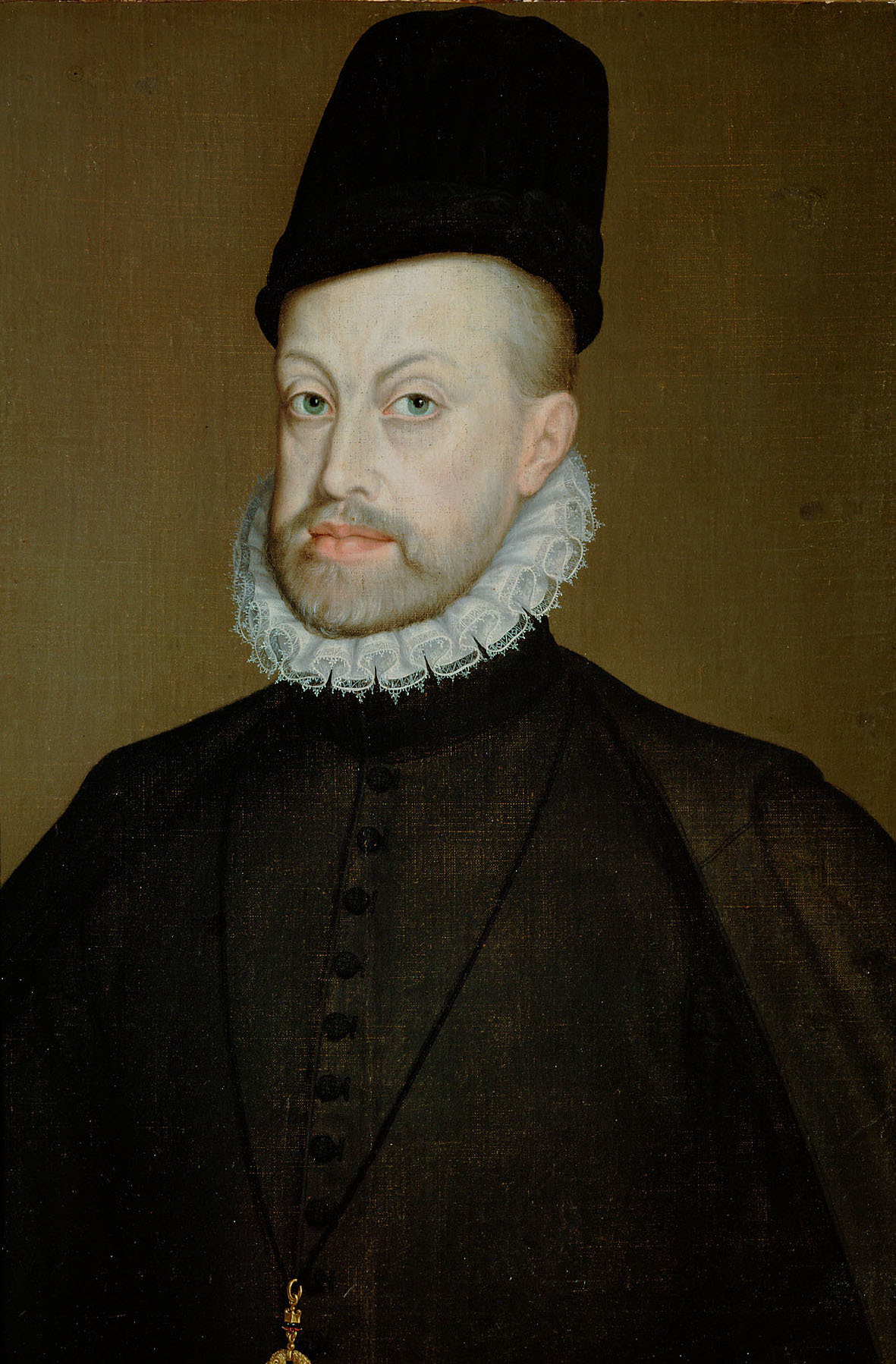
Philipp II. (Porträt von Alonso Sánchez Coello, um 1570)

In der Schlacht von Alcácer-Quibir gegen die Saadier im Jahre 1578 starb der junge König Sebastian von Portugal. Sebastians Großonkel und Nachfolger, Heinrich I. (Portugal), war zu dieser Zeit 66 Jahre alt. Auf Heinrichs Tod folgte eine Erbfolgekrise, in der drei Enkel von Manuel I. den Thron beanspruchten: Katharina, Herzogin von Braganza (verheiratet mit Johann, 6. Herzog von Braganza), António von Crato und König Philipp II. von Spanien. António, ein illegitimes Mitglied des im Mannesstamm erloschenen Königshauses Avis, war am 24. Juli 1580 in Santarém und dann in vielen Städten und Ortschaften des Landes zum König von Portugal erklärt worden. Einige Mitglieder des portugiesischen Gouverneursrates, die Philipp unterstützt hatten, flohen nach Spanien und erklärten ihn zum Rechtsnachfolger Heinrichs. Philipp marschierte in Portugal ein und besiegte die António von Crato treuen Truppen in der Schlacht von Alcântara. Die von Fernando Álvarez de Toledo, Herzog von Alba befehligten Truppen besetzten das Land. Der Herzog von Alba unterwarf die portugiesischen Provinzen der Herrschaft Philipps, bevor er in Lissabon einmarschierte, wo er sich eines ungeheuren Schatzes bemächtigte; unterdessen erlaubte er seinen Soldaten, die Umgebung der Hauptstadt zu plündern. 1581 wurde Philipp von den Cortes von Tomar als König anerkannt, womit die Herrschaft des Hauses Habsburg über Portugal begann. Philipp machte seinen Neffen Albrecht VII. von Habsburg 1583 zu seinem Vizekönig in Lissabon. In Madrid richtete er einen Rat von Portugal ein, der ihn in portugiesischen Angelegenheiten beraten sollte.
António von Crato nutzte die Gelegenheit, die der Englisch-Spanischer Krieg zwischen Elisabeth I. und Philipp bot, um die Engländer davon zu überzeugen, einen amphibischen Angriff auf Portugal im April 1589 zu unterstützen. Die von Francis Drake und John Norris angeführte Expedition mit 120 Schiffen und 19.000 Mann scheiterte an mangelhafter Planung. Nach Kosten von mehr als 100.000 Pfund hatte die englische Flotte etwa 40 Schiffe verloren und mindestens 15.000 Männer verloren ihr Leben. Im Gegensatz dazu verloren die Spanier nur etwa 900 Männer.
Der autonome Status Portugals wurde unter den ersten beiden Königen der Union, Philipp II. und Philipp III., weitgehend beibehalten. Beide Monarchen gaben den portugiesischen Adligen ausgezeichnete Positionen an den spanischen Höfen, und Portugal behielt ein unabhängiges Gesetz, eine unabhängige Währung und eine unabhängige Regierung bei. Es wurde sogar vorgeschlagen, die königliche Hauptstadt nach Lissabon zu verlegen.

### Herausforderung des Portugiesischen Kolonialreichs
Die Geschichte Portugals von der dynastischen Krise im Jahr 1578 bis zu den ersten Monarchen der Braganza war eine Zeit des Übergangs. Der Gewürzhandel des portugiesischen Kolonialreiches hatte zu Beginn dieser Periode seinen Höhepunkt erreicht. Das Land genoss weitreichenden Einfluss, nachdem Vasco da Gama Indien erreicht hatte, indem er 1497–98 das Kap der Guten Hoffnung umsegelte. Mit dieser Leistung vollendete Vasco da Gama die von Heinrich dem Seefahrer eingeleiteten Bemühungen und eröffnete eine ozeanische Route für den gewinnbringenden Gewürzhandel nach Europa, die den Nahen Osten umging. Portugal wurde zu einem mächtigen Kolonialreich mit Besitzungen in Asien, Afrika und Amerika.

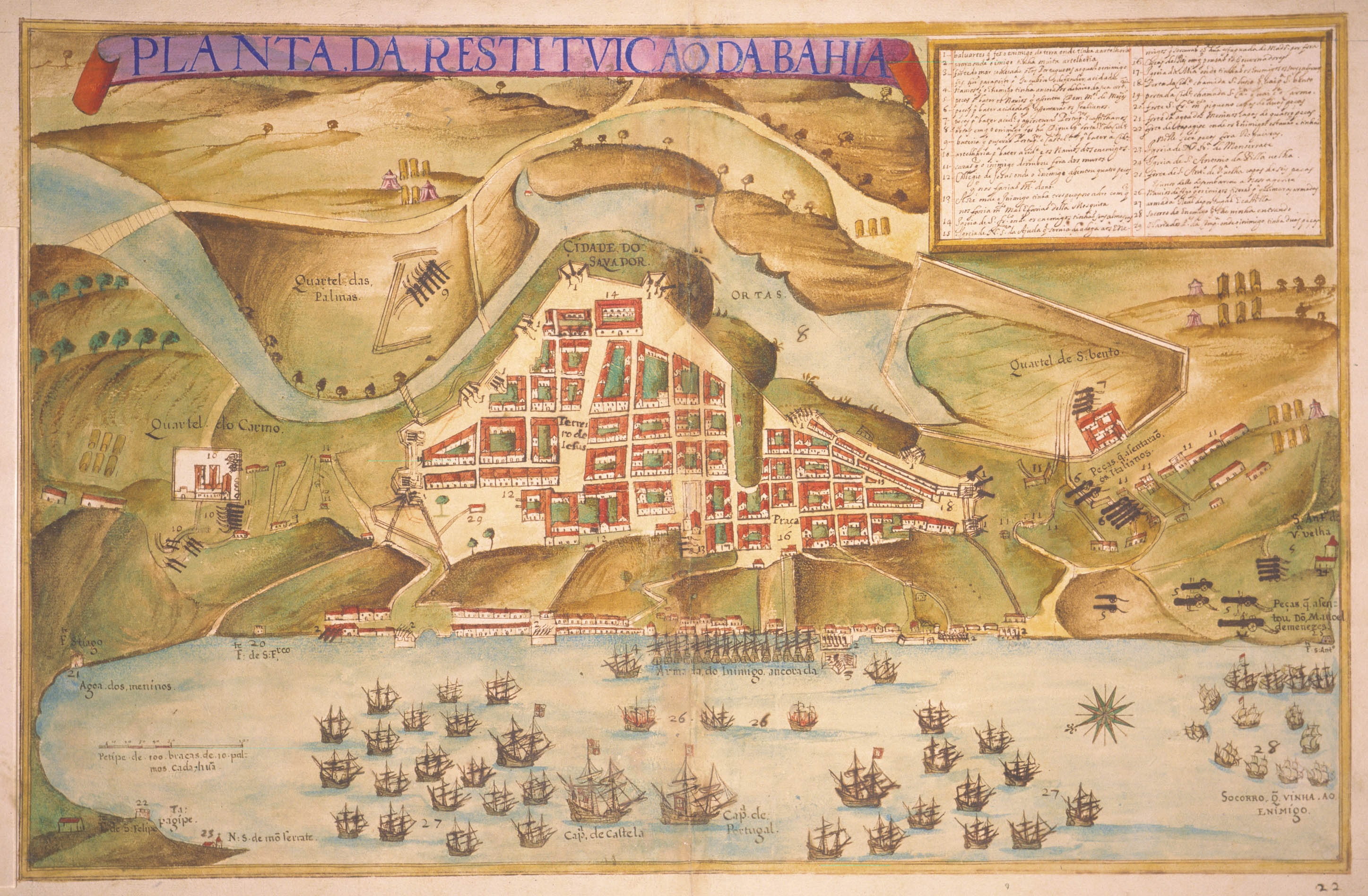
Karte der Rückeroberung Bahias von den Niederländern 1625

Während des gesamten 17. Jahrhunderts untergruben der zunehmende Raubbau der Niederländer, Engländer und Franzosen an den portugiesischen Handelsposten in Asien und ihr rasch zunehmendes Eindringen in den atlantischen Sklavenhandel Portugals Beinahe-Monopol auf den lukrativen ozeanischen Gewürz- und Sklavenhandel. Dies führte den portugiesischen Außenhandel in einen langen Niedergang. Die Umleitung von Reichtümern aus Portugal durch die Habsburgermonarchie zur Unterstützung der katholischen Seite des Dreißigjährigen Krieges führte ebenfalls zu Spannungen innerhalb der Union, obwohl Portugal auch von der spanischen Militärmacht profitierte, um Brasilien zu behalten und den niederländischen Handel zu stören. Dies führte Portugal in einen Zustand der Abhängigkeit von seinen Kolonien, zuerst in Indien und dann Brasilien.
Durch die Vereinigung der beiden Kronen wurde Portugal einer separaten Außenpolitik beraubt, und die Feinde Spaniens wurden zu Portugals Feinden. England war seit dem Vertrag von Windsor 1386 ein Verbündeter Portugals. Der Krieg zwischen Spanien und England führte zu einer Verschlechterung der Beziehungen zu Portugals ältestem Verbündeten und zum Verlust von Hormus. Die englische Hilfe, die Elisabeth I. von England bei einer Rebellion gegen die Könige leistete, sicherte das Überleben des Bündnisses. Der Krieg mit den Niederländern führte zu Invasionen in viele Länder Asiens, darunter Ceylon (das heutige Sri Lanka), und zu Handelskonflikten in Japan, Afrika (Gabun) und Südamerika. Obwohl die Portugiesen nicht in der Lage waren, die gesamte Insel Ceylon zu erobern, konnten sie die Küstenregionen Ceylons für eine beträchtliche Zeit unter ihrer Kontrolle halten.
Im 17. Jahrhundert wurden viele portugiesische Gebiete in Brasilien unter Ausnutzung der portugiesischen Schwäche von den Niederländern besetzt, die Zugang zu den Zuckerrohrplantagen erhielten. Johann Moritz, Fürst von Nassau-Siegen, wurde 1636 von der Niederländischen Westindischen Kompanie zum Gouverneur der niederländischen Besitzungen in Brasilien ernannt. Er landete im Januar 1637 in Recife, dem Hafen von Pernambuco. Durch eine Reihe erfolgreicher Expeditionen dehnte er die holländischen Besitztümer von Sergipe im Süden bis São Luís de Maranhão im Norden schrittweise aus. Ebenso eroberte er die portugiesischen Besitztümer Elmina, St. Thomas und Luanda in Angola an der Westküste Afrikas. Nach der Auflösung der Union im Jahr 1640 stellte Portugal seine Autorität über die verlorenen Gebiete des portugiesischen Reiches in Afrika wieder her. Die niederländische Invasion in Brasilien dauerte lange an und bereitete Portugal Schwierigkeiten. Die Siebzehn Provinzen eroberten einen großen Teil der brasilianischen Küste, darunter Bahia (und seine Hauptstadt Salvador) und Pernambuco (und seine Hauptstadt Olinda). Der gesamte brasilianische Nordosten wurde besetzt, aber die niederländische Eroberung war nur von kurzer Dauer. Auf die Rückeroberung Salvadors durch eine spanisch-portugiesische Flotte im Jahr 1625 folgte eine rasche Rückgewinnung der verlorenen Gebiete. Die Niederländer kehrten 1630 zurück und eroberten Recife und Olinda in der Hauptmannschaft von Pernambuco, dem größten und reichsten Zuckerproduktionsgebiet der Welt. Damit begann ein Krieg um Brasilien, in dessen Verlauf die Niederländer eine Kolonie namens Neuholland errichteten. Die zweite Schlacht von Guararapes, die zweite und entscheidende Schlacht in einem Konflikt namens Pernambucana-Aufstand, beendete jedoch die niederländische Besetzung der portugiesischen Kolonie Brasilien.
Auf der anderen Seite öffnete die Iberische Union beiden Ländern eine weltweite Kontrollspanne, da Portugal die afrikanischen und asiatischen Küsten dominierte, die den Indischen Ozean umgaben, und Spanien den Pazifischen Ozean und beide Seiten Mittel- und Südamerikas beherrschte, während sich beide den Raum des Atlantischen Ozeans teilten.

### Niedergang der Union und Revolte in Portugal

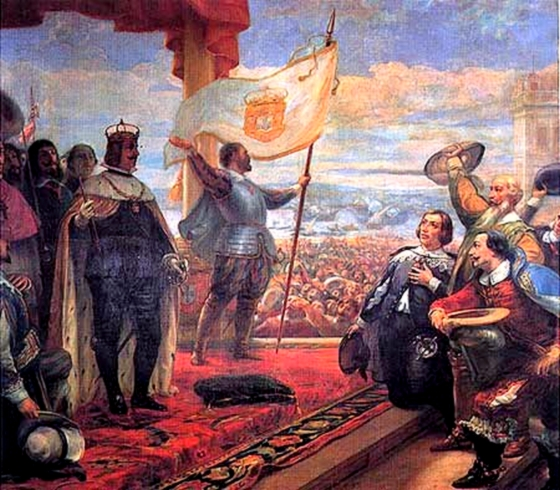
Erklärung Johann IV. zum König von Portugal
Historiengemälde aus dem Jahr 1908

Als Filipe II von Portugal (Philipp III. von Spanien) starb, wurde er von Filipe III (Phillipp IV. von Spanien) abgelöst, der in portugiesischen Fragen einen anderen Ansatz verfolgte. Die erhobenen Steuern betrafen vor allem die portugiesischen Kaufleute (Carmo Reis 1587). Der portugiesische Adel begann bei den spanischen Cortes an Bedeutung zu verlieren, und Regierungsposten in Portugal wurden mit Spaniern besetzt. Schließlich versuchte Philipp III., Portugal zu einer königlichen Provinz zu machen, und der portugiesische Adel hätte dadurch seine Macht verloren.
Mehrere andere Probleme beeinträchtigten auch die portugiesische Unterstützung für ihre Union mit Spanien. Eines davon war sicherlich der Druck aus dem Zentrum, insbesondere von Gaspar de Guzmán, Conde de Olivares für die Zentralisierung der politischen Macht und die Teilung der finanziellen und militärischen Last der Kriege Spaniens in Europa. Die Portugiesen waren jedoch kaum gewillt, dabei zu helfen, da Spanien es versäumt hatte, die niederländische Besetzung mehrerer portugiesischer Kolonialbesitztümer zu verhindern, obwohl sowohl die Portugiesen als auch die Spanier nominell unter der gleichen Krone standen.:337–338}
Diese Situation gipfelte in einer Revolution des Adels und des Hochbürgertums am 1. Dezember 1640, 60 Jahre nach der Krönung Philipps I. Diese Revolution war zwar absehbar, wurde aber unmittelbar durch den Aufstand der Schnitter in Katalonien gegen die spanische Krone ausgelöst. Das Komplott in Portugal wurde von Antão Vaz de Almada, Miguel de Almeida und João Pinto Ribeiro geplant. Sie nutzten zusammen mit mehreren Komplizen, den so genannten Vierzig Verschwörern, die Tatsache aus, dass die kastilischen Truppen auf der anderen Seite der Halbinsel im Einsatz waren. Die Rebellen töteten Staatssekretär Miguel de Vasconcelos und sperrten die Cousine des Königs, Margarete von Savoyen, die Portugal in seinem Namen regiert hatte, ein. Der Zeitpunkt war gut gewählt, denn Philipps Truppen kämpften zu dieser Zeit neben der bereits erwähnten Revolution in Katalonien auch im Dreißigjährigen Krieg:346–348
Die Unterstützung des Volkes zeigte sich fast sofort, und bald wurde Johann, der 8. Herzog von Braganza, im ganzen Land als Johann IV. zum König von Portugal ausgerufen. Am 2. Dezember 1640 hatte Johann bereits einen Brief an die Stadtkammer von Évora als Souverän des Landes geschickt.

### Restaurationskrieg und Ende der Union
Der anschließende portugiesische Restaurationskrieg gegen Philipp III. (portugiesisch: Guerra da Restauração) bestand hauptsächlich aus kleinen Scharmützeln nahe der Grenze. Die bedeutendsten Schlachten waren die Schlacht der Linien von Elvas (1659), die Schlacht von Ameixial (1663), die Schlacht von Castelo Rodrigo (1664) und die Schlacht von Montes Claros (1665); in all diesen Schlachten waren die Portugiesen siegreich. Die Spanier gewannen jedoch die Schlacht von Vilanova (1658) und die Schlacht von Berlengas (1666). Die Schlacht von Montijo (1644) blieb ohne klaren Sieger, sie begann mit großen spanischen Erfolgen und endete mit portugiesischen Erfolgen; die Zahl der Verluste war fast gleich.
Mehrere Entscheidungen von Johann IV. zur Verstärkung seiner Streitkräfte machten diese Siege möglich. Am 11. Dezember 1640 wurde der Kriegsrat gegründet, um alle Operationen zu organisieren. Als Nächstes schuf der König die Grenzjunta, die sich um die Festungen in der Nähe der Grenze, die hypothetische Verteidigung Lissabons, die Garnisonen und die Seehäfen kümmern sollte. Im Dezember 1641 wurde ein Pachtvertrag abgeschlossen, um den Ausbau aller Festungen sicherzustellen, der mit regionalen Steuern bezahlt werden sollte. Johann IV. organisierte auch die Armee, führte die neue Militärgesetze ein und entwickelte intensive diplomatische Aktivitäten, die sich auf die Wiederherstellung guter Beziehungen zu England konzentrierten. In der Zwischenzeit waren die besten spanischen Streitkräfte mit ihren Kämpfen gegen die Franzosen in Katalonien, entlang der Pyrenäen, Italien und den Niederlanden beschäftigt. Die spanischen Streitkräfte in Portugal erhielten nie angemessene Unterstützung. Dennoch fühlte Philipp IV., dass er das, was er als sein rechtmäßiges Erbe betrachtete, nicht aufgeben konnte. Als der Krieg mit Frankreich 1659 endete, war das portugiesische Militär gut aufgestellt und bereit, dem letzten großen Versuch eines abgenutzten und überdehnten Spaniens, die Kontrolle zurückzuerlangen, entgegenzutreten.
Englische Soldaten wurden nach Portugal entsandt und halfen den Portugiesen am 8. Juni 1663, eine von Juan José de Austria geführte Armee in Ameixial bei Estremoz auszuschalten. Die Spanier verloren 8.000 Mann und ihre gesamte Artillerie, während die Portugiesen 2.000 Tote zu beklagen hatten. Am 7. Juli 1664 trafen etwa 3.000 Portugiesen in der Nähe von Figueira de Castelo Rodrigo auf 7.000 Spanier, töteten 2.000 und nahmen 500 Gefangene. Viele spanische Gemeinden verloren Teile ihrer Bevölkerung und gaben dem Krieg gegen Portugal die Schuld an ihrem Niedergang. Ludwig XIV. schickte französische Truppen nach Lissabon, und am 17. Juni 1665 führte der deutsche General Friedrich von Schomberg etwa 20.000 portugiesische Truppen bei Montes Claros in der Nähe von Vila Viçosa mit lediglich 700 Toten und 2.000 Verwundeten zum Sieg. Die spanische Armee von 22.600 Mann wurde mit 4.000 Toten und 6.000 Gefangenen schwer getroffen. In Madrid kam es zu Protesten, da Spanien 25 Millionen Dukaten für den verheerenden portugiesischen Krieg verschwendet hatte. Die Spanier versuchten, den Krieg noch zwei Jahre weiterzuführen. Spanien erkannte schließlich die Souveränität Portugals an und schloss am 13. Februar 1668 Frieden.

## Verwaltung

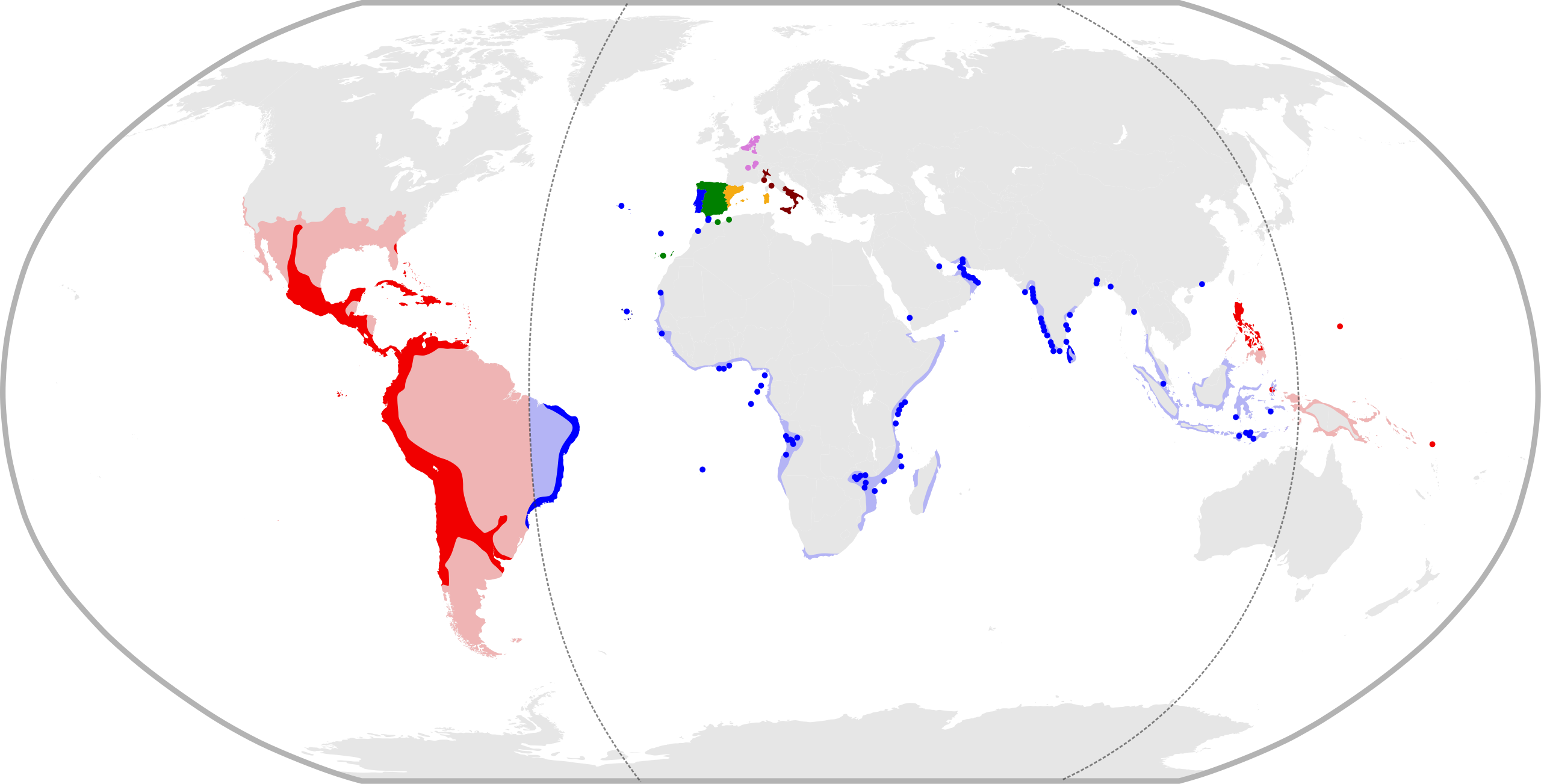
Einteilung der Iberischen Union in Räte (Consejo) 1598:
Zugewiesene Territorien Consejo de Castilla
Zugewiesene Territorien Consejo de Aragón
Zugewiesene Territorien Consejo de Portugal
Zugewiesene Territorien Consejo de Italia
Zugewiesene Territorien Consejo de Indias
Zugewiesene Territorien Consejo de Flandes

Aufgrund der Komplexität der Regierungsführung benötigte der spanische Monarch einige Hilfsorgane, wie die Räte (Consejos), die sich der Beratung und Lösung von Problemen widmeten und sich dem Wissen und dem Diktum des Monarchen unterwarfen. Diese Komplexität erforderte einen ständigen Sitz, und König Philipp II. von Spanien errichtete 1562 die ständige Hauptstadt in Madrid, den Sitz des Königlichen Hofes und des Verwaltungspersonals, obwohl er während einer kurzen Zeit (1601–1606) mit dem gesamten Verwaltungspersonal nach Valladolid umzog.
Was das Regieren betrifft, so kam die Verwaltungskorrespondenz zu den verschiedenen Räten nach Madrid, dann ordnete der Sekretär jedes Rates das Material an das an den König zu übermitteln war, und später versammelte sich der König mit den Sekretären und bat um die Stellungnahme des Rates. Danach antwortete der Rat auf einer Sitzung, um das Thema zu behandeln und dem Monarchen die formelle Beratung zu unterbreiten. Der Sekretär brachte die Konsultation beim König vor und wurde mit seiner Antwort zur Ausführung an den Rat zurückgeschickt. Die Ratssitzungen fanden im königlichen Palast statt und erforderten nicht die zwingende Anwesenheit des Königs. In diesem System zeichnete sich der "Consejo de Estado" (Staatsrat) durch seine Bedeutung aus. Der Consejo de Estado in Madrid, dem die Aufgabe übertragen wurde, über die wichtigsten Entscheidungen zu berichten, die die Organisation und die Verteidigung des Ensembles der hispanischen Monarchie betrafen, hatte häufig die Aufgabe, sich in portugiesische Angelegenheiten einzumischen. Sogar der Kriegsrat (Consejo de Guerra) übte seine Gerichtsbarkeit über die Truppen aus, die in den kastilischen Hochburgen an der portugiesischen Küste stationiert waren.
Es gab auch Räte mit territorialem Charakter, die auf einen konkreten territorialen Raum spezialisierte Funktionen ausübten: den Rat von Kastilien, den Rat von Aragon, den Rat von Navarra, den Rat von Italien, den Rat von Indien, den Rat von Flandern und den Rat von Portugal. Der 1582 gegründete Rat von Portugal wurde mit einem Präsidenten und sechs (später vier) Beratern integriert und bei Kriegsende 1668 abgeschafft, als Karl II. von Spanien seinen Titel als König von Portugal aufgab. Die Funktion des Rates bestand darin, die Höfe der Krone von Portugal in den Angelegenheiten, die die königliche portugiesische Domäne betrafen, nahe beim König zu vertreten. Jede Entscheidung des Königs, die sein Königreich betrifft, musste Gegenstand einer Konsultation des Rates sein, bevor sie an die Kanzlei in Lissabon und an die betroffenen Gerichte weitergeleitet wurde.
Während der Vereinigung des Königreichs Portugal mit der spanischen Monarchie hielten die spanischen Habsburger im Großen und Ganzen die 1581 in Thomar gemachten Zusagen ein, den Portugiesen beträchtliche Autonomie zu gewähren und die Territorien ihres Reiches zu respektieren. Öffentliche Ämter waren den portugiesischen Untertanen im In- und Ausland vorbehalten. Der König war in Lissabon manchmal durch einen Gouverneur und manchmal durch einen Vizekönig vertreten. So überließ Spanien die Verwaltung Portugals und seines Reiches weitgehend den Portugiesen selbst. Jedoch unter allgemeiner Aufsicht von Madrid aus, die durch einen Vizekönig in Lissabon ausgeübt wurde. Besonders wichtige Angelegenheiten wurden jedoch an Madrid verwiesen, wo sie vor den Rat von Portugal gebracht wurden. Im Königreich Portugal wurde das polisynodale System verstärkt:
- Staatsrat. Der Conselho de Estado von Lissabon war der private Rat des Königs, der mit der Erörterung wichtiger Fragen im Zusammenhang mit der Krone betraut wurde, insbesondere was die Außenpolitik betraf. Die Berater konnten ihre Bemerkungen an den König senden, und der König konsultierte sie über seinen Vizekönig. Obwohl der Conselho von Lissabon als der große Beraterrat des Delegierten des Königs fungierte, hatte dieser Staatsrat keine klar definierten Verwaltungsbefugnisse, und in der Tat erfüllte er keine relevante Koordinierungsfunktion. Die spanischen Könige behielten das System der zwei Staatssekretäre, einen für das Königreich und einen für "Indien", d. h. für die Kolonien, trotz mehrerer Kompetenzkonflikte bei, bis zur Gründung des Conselho da Índia im Jahre 1604.

- In gleicher Weise behielten die spanischen Könige die Mesa da Consciência e Ordens bei, die zugleich Tribunal und Rat für religiöse Angelegenheiten war und für die Verwaltung der kirchlichen Ernennungen und für das Eigentum der Militärorden in den Kolonien wie auch im Heimatland zuständig war.

- Die portugiesische Inquisition blieb unabhängig von der Mesa da Consciência e Ordens. Es gab drei große Gerichte in Lissabon, Coimbra und Évora.

- Ebenfalls erhalten blieb der Desembargo do Paço. Die Spitze des gesamten portugiesischen Justizsystems war der Desembargo do Paço oder Königliche Justizbehörde in Lissabon. Dieses Gremium, das höchste Gericht des Königreichs, kontrollierte die Ernennung aller Richter und Staatsanwälte und beaufsichtigte die Casa da Suplicação oder das Berufungsgericht in Lissabon sowie die hohen Gerichte in den portugiesischen Überseegebieten. Die erste Funktion des Desembargo do Paço bestand darin, die Einstellung der Richter zu kontrollieren und sie bei der Ausübung ihres Amtes zu beaufsichtigen; seine Kontrolle erstreckte sich auf die Gesamtheit der juristischen Berufe. Der Desembargo do Paço musste Konflikte zwischen anderen Gerichten des Königreichs schlichten. Dieses Gericht gewährte Dispensen, Legitimationsakte und andere relevante Fragen von Recht und Gerechtigkeit und beriet den König gelegentlich in politischen und wirtschaftlichen wie auch in gerichtlichen Angelegenheiten. Darüber hinaus erarbeitete eine zur Reform des Rechtssystems eingesetzte Kommission von Juristen ein neues Gesetzbuch für Portugal, die Ordenações Filipinas, die 1603 verkündet wurden.

- Die Casa da Suplicação und die Casa do Cível waren beide zwei königliche Berufungsgerichte für Zivil- und Strafsachen. Die Casa do Cível übte die Gerichtsbarkeit über den nördlichen Teil des Königreichs aus, die Casa da Suplicação über den Rest des Königreichs einschließlich der Inseln und Übersee.

- 1591 wurden die vier Vedores da Fazenda (Aufseher des Finanzministeriums) durch einen Conselho da Fazenda ersetzt, der sich aus einem Vedor da Fazenda unter Vorsitz von vier Beratern (zwei davon Juristen) und vier Sekretären zusammensetzte. Der Conselho da Fazenda übte eine Kontrolle über die Finanzbeamten aus, verwaltete die Güter des jeweiligen Königs und übte seine Gerichtsbarkeit über den Zoll und die Arsenale, den Rechnungshof und die Verwaltung des monopolistischen Handels mit Übersee aus.

- Ab 1604 wurde der neu geschaffene Conselho da Índia mit Befugnissen für alle Angelegenheiten in Übersee ausgestattet, mit Ausnahme der Angelegenheiten, die Madeira, die Azoren und die Gebiete in Marokko betrafen, und es wurden Kolonialbeamte von ihm ernannt. Es war jedoch der Conselho da Fazenda, der sich mit den Marineexpeditionen, dem An- und Verkauf von Pfeffer und der Eintreibung der königlichen Einnahmen, also mit allen wirtschaftlichen Angelegenheiten, befasste. Der Conselho da Índia übte daher nur begrenzte Befugnisse aus. Als Schöpfung des spanischen Königs wurde er von den Portugiesen missbilligt und wurde 1614 aufgelöst.

Nichtsdestotrotz erforderten die politische Ereignisse dringende Reaktionen, und in diesem Zusammenhang wurde ein System von Versammlungen für spezifische Fragen geschaffen, wie die Junta für die Reform des portugiesischen Konzils (1606–1607, 1610), die Junta für die Klassifizierung der Schulden gegenüber der Staatskasse (seit 1627) oder die Juntas für die Organisation der Seestreitkräfte der Beistandsarmee Brasiliens (ab 1637).